# Benedetto XIV (antipapa Bernard Garnier)
Benedetto XIV, nato Bernard Garnier (fl. XV secolo), è stato uno pseudocardinale francese.
La sua vicenda è strettamente legata a quella dell'antipapa che assunse dopo di lui lo stesso nome, Jean Carrier: Garnier fu antipapa, secondo quanto dichiarato dal Carrier, dal 12 novembre 1425 al 1430, quando lo stesso Carrier prese il suo posto. 

## Biografia
Al termine dello Scisma d'Occidente il Concilio di Costanza proclamò pontefice Martino V pretendendo la rinuncia al papato dell'antipapa Benedetto XIII, dopo che Gregorio XII e l'antipapa Giovanni XXIII si erano già ritirati. Benedetto XIII, continuando a considerarsi il papa legittimo, si ritirò in un castello sulla costa di Valencia, dove, prima della sua morte, avvenuta nel 1423, nominò alcuni cardinali fedeli per assicurare la successione. Tre di questi cardinali, alla sua morte, elessero come successore l'antipapa Clemente VIII. Jean Carrier, che era uno dei cardinali nominati da Benedetto XIII, era però molto lontano, nella contea di Armagnac, come vicario generale dello stesso Benedetto XIII. Riunitosi ai suoi colleghi il 12 novembre 1425, dopo un prolungato esame, ritenne illegittima questa elezione per simonia e irregolarità varie e, agendo in maniera unilaterale, elesse papa l'arcidiacono della cattedrale di Rodez, Bernard Garnier, cui impose il nome di Benedetto XIV.
Garnier rimase all'oscuro per diverso tempo della sua elezione e Carrier lo definì come il papa nascosto quando, nel gennaio 1427, rivelò la sua esistenza al Conte Giovanni IV d'Armagnac; tale segretezza serviva a proteggere l'inconsapevole papa da Clemente VIII. L'ultima notizia certa di Garnier come antipapa risale al 1429, quando, in una lettera inviata da Giovanni IV d'Armagnac a Giovanna d'Arco, egli disse che solo Carrier conosceva la vera residenza di Benedetto XIV. Questo è l'unico documento che lo cita col nome di "Benedetto XIV". Quando la notizia della sua elezione venne fuori ne nacque un grande scandalo, in seguito al quale Garnier dovette difendersi dall'accusa di essere a capo di una chiesa scismatica e fuggì per salvarsi la vita, mentre Carrier venne fatto prigioniero da Clemente VIII, il quale, forse, cercò inutilmente di farsi rivelare dal prigioniero il nascondiglio del "rivale" Benedetto XIV.
Non si hanno più notizie di Garnier dopo il 1429, mentre nel 1430 Carrier si fece eleggere antipapa col nome di "Benedetto XIV", lo stesso che Carrier aveva imposto a Garnier. Dopo otto anni di buio, ci sono fonti su Garnier a partire dal 1437 (anno in cui, secondo certi storici, sarebbe morto il suo "successore" Carrier) che lo annotano come sagrestano di Rodez e balivo. Jean d'Estaing, eminente uomo di Chiesa francese, gli contestò nel 1450 la sacrestia di Rodez davanti al parlamento di Tolosa, accusandolo di aver sostenuto le parti di Jean Carrier. Garnier rispose che non era mai stato al servizio di Carrier né in confidenza con lui, ma era stato al servizio del Conte Giovanni IV d'Armagnac nel modo più onorevole possibile. Anche in seguito Garnier negò sempre d'essere mai stato "Benedetto XIV" e usò, come prova di ciò, il fatto che Carrier assunse proprio questo numerale. Ciò vuol dire che Garnier non ebbe alcun ruolo nel farsi eleggere "Benedetto XIV" da Carrier, che gli diede il ministero petrino e il nome pontificale senza renderlo partecipe in alcun modo. D'altronde Garnier, grottescamente eletto papa con un nome pontificale deciso da Carrier, negò sempre di avere accettato tale carica e rifiutò sempre questo indesiderato ruolo.
Nel 1430, in seguito all'abdicazione di Clemente VIII del 26 luglio 1429, Carrier, dopo essere stato liberato dall'ormai ex antipapa Clemente VIII, fu eletto papa da Jean Farald, che alcune fonti dicono essere l'unico cardinale nominato da Garnier-Benedetto XIV, ma è improbabile che Garnier abbia nominato cardinali; è più probabile che Farald fosse un altro degli pseudo-cardinali nominati a suo tempo da Benedetto XIII, e che abbia aiutato Carrier già nell'elezione di Garnier.
Carrier assunse il nome di Benedetto XIV, lo stesso che proprio lui aveva imposto al suo "predecessore" Garnier. Non si capisce perché il Carrier riprese lo stesso ordinale dato a Garnier, se non con la volontà di sconfessare la sua "creatura", forse in seguito a un suo ripensamento sull'idoneità dell'eletto, in quanto Garnier non aveva mai accettato la carica e, una volta uscito di scena Clemente VIII, di lui non c'era più bisogno. Di fatto Benedetto XIV non era mai esistito e Clemente VIII, fino alla sua abdicazione, era stato l'unico papa della Linea di Avignone, quindi era logico che un successore di Clemente VIII di nome Benedetto riprendesse il numerale XIV.
Garnier visse il resto della sua vita assolto dalla colpa d'essere stato antipapa, ma vi sono registri secondo i quali visse sempre molestie e ingiurie per l'accusa d'essere stato in una chiesa scismatica, se non come antipapa, almeno come seguace di Carrier.